# Бразильское военное кладбище в Пистое
Бразильское военное кладбище в Пистое находится в итальянском городе Пистое (Тоскана). Здесь покоятся останки 463 бразильских военнослужащих, участвовавших во Второй мировой войне. Большинство солдат погибло в боях под Форново в 1945 году.

## История
В 1944 году Бразилия вступила во Вторую мировую войну против стран Оси. Бразильские экспедиционные силы в долине Серкио (Версиллия) и Карфагнана (Апеннины) насчитывали 25000 солдат.
Как было запланировано, бразильцы достигли Турина и 2 мая соединились с французскими войсками на границе Сузы.

### Место захоронения
До 1960 года могилы погибших оставались в земле Пистоя. В 1960 году останки солдат были официально перезахоронены в Национальном Мемориале в Фламенго, Рио-де-Жанейро.